# Canton (Kiribati)
Pour les articles homonymes, voir Canton (homonymie).
Canton, aussi appelé Kanton ou Abariringa, en anglais Canton Island, est un atoll situé dans le Nord-Ouest de l'océan Pacifique sud. Il constitue le plus grand atoll des îles Phœnix, un archipel dépendant des Kiribati. Il tient son nom du baleinier Canton qui s'est échoué sur l'île le 4 mars 1854.

## Géographie
L'atoll consiste en un mince et long ruban de 33 kilomètres et large de 500 mètres au maximum qui entoure le lagon de 11 kilomètres de longueur pour 5 kilomètres de largeur. Deux passes à l'ouest permettent de communiquer avec l'océan Pacifique. Le climat est très sec et le paysage végétal est marqué par cette sécheresse. Les récifs débordaient de vie, avant que la température de l'eau ne s'élève, en 2002-2003. La température de l'eau y a augmenté de plus de 1 °C, atteignant par endroits 31 °C et tuant tous les coraux du lagon.

## Histoire

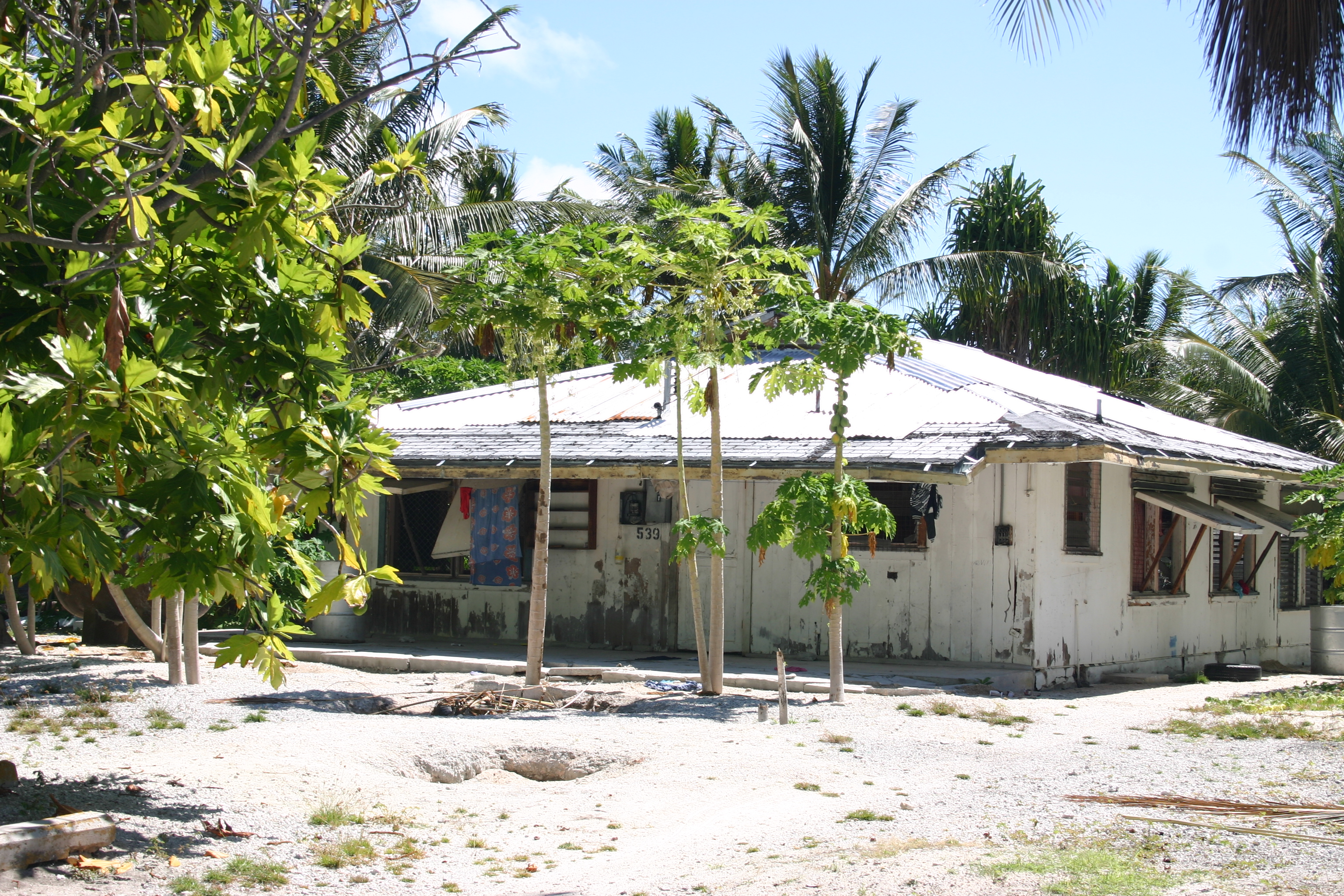
Maison abandonnée sur Canton.

L'île a été revendiquée par les Britanniques en 1936, rattachée à la colonie des îles Gilbert et Ellice en 1937, et très peu après, également occupée par les Américains qui y établirent un condominium qui dura sans heurts jusqu'à l'indépendance des archipels en 1979. Les États-Unis abandonnèrent toute prétention sur l'île en signant un traité avec les Kiribati en 1983.
En 2005, l'île est habitée par 41 Gilbertins qui vivent dans un seul village.

### Relais aérien
L'atoll a servi de base aéronavale et aérienne (code AITA : CIS) importante sur la route transpacifique entre San Francisco et la Nouvelle-Zélande (via la Nouvelle-Calédonie).
La Pan Am (Pan American Airways) est dans l'obligation en 1935 de redéployer ses hydravions Martin M-130 (commandés pour des liaisons transatlantiques) sur le Pacifique. 
En 1938, la ligne entre Honolulu et Auckland est ouverte et Pan Am constate que Canton se trouve à mi-chemin d'Honolulu et de Nouméa et à portée des Martin M-130 et des Boeing 314, avec un immense lagon propice à l'amerrissage, en toute sécurité et tous temps. Les trois M-130 de la ligne du Pacifique sont baptisés Clippers et celui qui dessert l'île de Canton est baptisé China Clipper. Une piste, l'aérodrome de Canton est terminée en 1938.
Pour ouvrir la ligne "sud" (South Pacific Service), la Pan Am aménage l'île de Canton en mai 1939 (avec également un hôtel pour les passagers en transit), en établissant un village proche du ponton des hydravions, à l'ouest de l'île. Le premier vol, avec un Boeing, décolla de Treasure Island, dans la baie de San Francisco le 12 juillet 1940 et amerrit à Canton Island le 15 juillet[réf. souhaitée].
En mai 2021, la Chine semble avoir l'intention de réhabiliter la piste d'atterrissage.

## Liste
.